# شهرستان بلونت (آلاباما)
شهرستان بلونت،آلاباما (به انگلیسی: Blount County, Alabama) شهرستانی در ایالات متحده آمریکا است که در آلاباما واقع شده‌است.

## خصوصیات
شهرستان بلونت ۱٬۶۸۶٫۰۹ کیلومترمربع مساحت دارد.